# Франклин (сериал)
«Франклин» (англ. Franklin) — биографический драматический мини-сериал об отце-основателе Соединенных Штатов Бенджамине Франклине. В основе сценария книга Стейси Шифф 2005 года «A Great Improvisation: Franklin, France, and the Birth of America».

## Сюжет
Сюжет сериал рассказывает о восьми годах, проведенных Бенджамином Франклином во Франции с целью убедить страну в необходимости финансирования американской демократии.

## В ролях
- Майкл Дуглас — Бенджамин Франклин
- Ноа Джуп — Уильям Темпл Франклин
- Людивин Санье — Анна-Луиза Брийон де Жуи
- Тибо де Монталембер — Шарль Гравье Вержен
- Дэниел Мэйс — Эдвард Бэнкрофт
- Ассаад Буаб — Пьер Бомарше
- Эдди Марсан — Джон Адамс
- Жанна Балибар — Анна-Катерина де Лигнивиль, мадам Гельвеций
- Теодор Пеллерин[англ.] — Жильбер дю Мотье, маркиз де Лафайет

## Производство
В феврале 2022 года стало известно, что Майкл Дуглас исполнит главную роль Бенджамина Франклина в сериале для Apple TV+, сценарий напишет Кирк Эллис, а режиссером выступит Тим Ван Паттен. В основе сценария книга Стейси Шифф 2005 года «A Great Improvisation: Franklin, France, and the Birth of America».
Съёмки начались в июне 2022 года в Версале. Также в актёрский состав вошли Ноа Джуп, Людивин Санье, Дэниел Мэйс, Ассаад Буаб и Эдди Марсан.